# Glagolski prilog
Glagolski prilozi jednostavni su glagolski oblici.

## Glagolski prilog sadašnji
Glagolski prilog sadašnji tvori se samo od nesvršenih glagola, kojima se u 3. licu množine indikativa prezenta dodaje nastavak -ći:
pjevati – pjevajući
skakati – skačući
gledati – gledajući
zvati – zovući
smijati se – smijući se
lijevati – lijevajući
Glagolski prilozi sadašnji pomoćnih glagola:
biti – budući
htjeti – hoteći, htijući
Glagolski prilog sadašnji u staroslavenskom je jeziku postojao kao aktivni particip prezenta (glagolski pridjev sadašnji aktivni), koji se u suvremeni hrvatski jezik također može prevesti zavisnom rečenicom:
- da sъbǫdetь sę rečenoe prorokomь isaiemь glagoljǫĉemь
- da se dogodi što je rekao prorok Izaija koji govori / govoreći

## Glagolski prilog prošli
Glagolski prilog prošli tvori se od svršenih glagola tako da se infinitivnoj osnovi doda nastavak -vši ili -v (ako završava na zatvornik) ili -avši:
baciti – bacivši (bacati – bacavši – nesvršeni glagol)
napisati – napisavši (pisati – pisavši – nesvršeni glagol)
pobjeći – pobjegavši (bježati – bježavši – nesvršeni glagol)
uzeti – uzevši (uzimati – uzimavši – nesvršeni glagol)
Glagolski prilozi prošli pomoćnih glagola:
biti – bivši
htjeti – hotjevši, htjevši